# Усман ибн Мазун
Усма́н ибн Мазу́н (араб. عثمان بن مظعون‎; ум. 624) — один из сподвижников пророка Мухаммеда. Тринадцатый человек, принявший ислам, шурин второго Праведного халифа Умара ибн аль-Хаттаба.

## Биография
Его полное имя: Абу ас-Саиб Усман ибн Мазун ибн Хабиб ибн Вахб ибн Хазафа ибн Джумах (араб. أبو السائب عثمان بن مظعون بن حبيب بن وهب بن حذافة بن جمح‎). Он принадлежал к роду бану джумах племени курайшитов.
Он был женат на Хавле бинт Хаким. Согласно сообщению Ибн Исхака, он возглавил группу мусульман, совершивших переселение в Эфиопию для того, чтобы избежать гонений со стороны мекканских многобожников. После ложного известия о примирении пророка Мухаммеда с курайшитами, он вернулся в Мекку и встал под защиту своего дяди Валида ибн аль-Мугиры. Вскоре он отказался от этой привилегии и предпочёл получить свою долю от оскорблений, получаемых его единоверцами.
Согласно преданию, Усман решил посвятить себя молитвам и принять обет целомудрия. Его жена сообщила об этом пророку Мухаммеду, и тот мягко напомнил Усману, что он сам, будучи пророком, не отказался от семейной жизни, что он, Усман, несёт ответственность за свою семью и не должен брать на себя монашеские обеты.
Усман ибн Мазун умер в 624 году в Медине. Он был первым мухаджиром, похороненным на кладбище аль-Баки.